# 限界変形率
限界変形率（げんかいへんけいりつ）とは、資源に制約のある経済状況において、生産物Xと生産物Yが生産されており、生産物Xの生産量を1単位減らせば余った資源で生産物Yの生産量を増やせるとする経済学用語。
このときのYの生産量の増加分をXのYに対する限界変形率という。この場合の限界生産率というのは、経済においてXの生産はYの生産と比べてどの程度困難になるかを示す指標となる。